# 選択毒性
選択毒性（せんたくどくせい）とは、特定種類の生物にとってのみ致命的な毒性を発揮する性質のこと。

## 概要
選択毒性は、所定の種類の生物に対してのみ毒（少量ないし微量で生命活動を阻害したり致死させる物質の総称）として働く性質のことで、この性質を持つ物質は選択毒とも呼ばれる。
選択毒の例としては、医療の分野では抗生物質が、農業や環境衛生の範疇では殺虫剤が利用されており、人間の健康や生活の質を向上させる一助にもなっているが、余りに多用し過ぎると、対象となった微生物が薬剤耐性を獲得、この利便性が損なわれ、場合によってはより問題が深刻化することもある（後述）。
自然界における選択毒の多くは、有毒植物など毒をもつ生物が自身の体を防衛するための化学防衛（毒性物質を体内に溜め込み捕食からのがれようという生存戦略の一つ）に利用していたり、逆に動物が捕食に際して獲物を捕らえやすくするために利用されている。これらは毒を保有する生物自身の体には影響しないが、これを捕食した場合ないし体内に注入された側は、毒としての影響を受ける。
なお、地球上で非常にありふれていながら選択毒性を示す物質も多い。例えば酸素は、一般に言う所の呼吸である好気呼吸をする生物にとっては、一定濃度で環境に含まれる必要がある（ただし高濃度で与えたりオゾンの状態では有害）が、嫌気呼吸をする生物にとっては、致命的な物質である。好気呼吸生物は抗酸化作用で酸素の害を防いでいるが、嫌気呼吸生物はその機能を持たない。

### 作用の原理
選択毒性が働く理由には、上の酸素の例のように、生物の代謝機能に原因を求めることができる。
例えば、筋肉という組織を持たない植物は、いくら筋弛緩剤を投与しても、影響が出ようもない。
硫化アリルの消化酵素を持つヒトは、タマネギを食べても問題がないが、人間には身近な動物であるペットの犬や猫にとっては有害である（タマネギ中毒）。これは、それらの動物には、硫化アリルの分解酵素を持っていないためである。
昆虫では、原始的構造の神経組織がピレスロイドへの感受性（影響を受けること）が高く、これを使用した殺虫剤の影響を神経毒として受けやすい。ただしピレスロイド感受性は魚類（いわゆる熱帯魚を含む）から両生類・爬虫類にもあるため、それら種類のペットがいる環境で殺虫剤を利用することは危険である。人間を含むほ乳類や鳥類は、神経組織の構造自体がピレスロイドの影響を受けないようになっている。ただ、ピレスロイドの一つピレトリンはアレルゲンにもなりえ、あまりにも大量に使用すると、人間にも別の形で影響が出る。
その一方で、例えば抗がん剤に代表される化学療法に用いられる薬剤はさらに精妙な操作で、所定の患部を標的にした働きをする。悪性腫瘍は、生物の肉体を構成する細胞が、本来の機能を離れ、無秩序に増殖してしまって問題を起こすが、その本質的な機能・構造は、元々の正常に機能している細胞と同質である。しかし病巣となっている患部に見出される「活発に分裂増殖している」や「ある部分に集中している」などの「他の部分との違い」（生化学的な特徴など）を利用して、その細胞の活動を妨害したり停止（壊死）させる。
こういった選択性では、その差異が不明瞭なことにもちなみ、往々にして他の部位にも影響が出る副作用も発生させるが、その問題が許容範囲かどうかでも、療法の選択に影響し、インフォームド・コンセントのように「何処までの影響を許容するか」に、患者の意見を治療に反映させる活動も見出せる。

### 摂取方法の違いと作用
やや選択毒性とは別の話では、狩猟用の吹き矢に利用されるd-ツボクラリン（クラーレ）のように、外傷から動物の体組織に注入されると神経毒（麻痺を誘発させる）として働くが、経口摂取（食べること）には何ら影響を与えない毒物もある。
毒の強さを示す指標としては致死量（LD50など）があるが、飲食したことによる経口摂取・注射（皮下注射/血管注射）・吸引による呼吸器からの吸収・皮膚に付着した際の吸収など、与え方によっても影響の出る量が大きく異なる物質も多い。

## 選択毒性と問題
選択毒は、普遍的に利用されることで対象生物の淘汰と適応が進み、薬物耐性を獲得した生物にとって競争相手がいない環境（ニッチ）で繁殖できるチャンスが拡大してしまうこともあり、これが人間にとって不都合な性質を持つ生物であった場合は、より大きな問題となる傾向も見られる。これはまず第一に競争相手が居ないため、それら生物が環境中にある資源を独占できることにより大繁殖を果たしてしまうこと、加えて人間にとって類似する問題を解決するために従来使われてきた物質では問題解決できず、その大繁殖に対抗する手段を持たないことが挙げられる。こういった問題で顕著なケースは、様々な手段で病原菌の繁殖がコントロールされ、高度な衛生が維持されている病院内で発生する院内感染が知られている。
その一方で、選択毒性が狭い範囲にのみ有効であれば問題はないが、環境に漏出した場合に想定外の影響が出る場合もある。『沈黙の春』に警告されたように、生態系の一部が破壊され全体に影響を及ぼしたり、あるいは生物ピラミッドの階層一つが消滅して、その上に位置する生物の生存が脅かされたりなどと言った懸念が存在する。
また、直接的な個体生命活動への影響ではなく、特定の種のありようが全く変化してしまうという影響が懸念される物質として、内分泌攪乱化学物質（いわゆる「環境ホルモン」）が存在する。これらは直接生存を脅かすものではないが、生殖など生物の基本的活動に影響するなどして、絶滅を促す可能性が危惧されている。なおこのホルモンに似た働きをすると考えられている物質は、ホルモンが生物種によって様々な化合物が利用されている関係で、特定の種にのみ強く影響が現れることも指摘されており、原因物質の存在が気付かれにくく、事態が深刻になってはじめて影響が認識される可能性も併せて社会問題にもあげられている。

## 選択毒性の利用の例
ただしその定義はやや曖昧である。
- 日用品
  - 抗菌剤（素材として利用されるもの）
  - 殺虫剤
- 医薬品
  - 抗生物質
    - 抗ウイルス薬
    - 抗真菌薬

  - 殺菌剤 (医薬品)
- 農業（農薬）
  - 除草剤
  - 殺虫剤
  - 殺菌剤 (農薬その他)
  - 殺鼠剤
- その他